# Frederic (Wisconsin)
Frederic é uma vila localizada no estado norte-americano de Wisconsin, no Condado de Polk.

## Demografia
Segundo o censo norte-americano de 2000, a sua população era de 1262 habitantes.
Em 2006, foi estimada uma população de 1226, um decréscimo de 36 (-2.9%).

## Geografia
De acordo com o United States Census Bureau tem uma área de
4,2 km², dos quais 4,0 km² cobertos por terra e 0,2 km² cobertos por água. Frederic localiza-se a aproximadamente 370 m acima do nível do mar.

## Localidades na vizinhança
O diagrama seguinte representa as localidades num raio de 24 km ao redor de Frederic.